# Alexey Tolstoy (cratera)
Alexey Tolstoy é uma cratera marciana. Tem como característica 95 quilômetros de diâmetro. O seu nome é em homenagem ao escritor russo Aleksej Nikolaevič Tolstoj.